# Изкуствен спътник
Изкуствен спътник (на английски: satellite) е обект, произведен от хора и изведен в орбита около Земята или друго небесно тяло, в противовес на естествения спътник, какъвто например е Луната. Този вид спътници на български се наричат още и сателити, което произлиза от английската дума за спътник. Сателитите изпълняват важна роля в комуникациите.

## История
Първият изкуствен спътник е „Спутник-1“, изстрелян от СССР на 4 октомври 1957 г., с което започва т.нар. „космическа надпревара“ между Съветския съюз и САЩ. Първият спътник на САЩ е „Експлорър 1“, изстрелян на 31 януари 1958 г.
Най-големият изкуствен спътник, обикалящ около Земята, е Международната космическа станция.

## Видове спътници
- Астрономически спътници – използват се за наблюдение на отдалечени планети, галактики и други космически обекти.
- Биоспътниците са изкуствени спътници, пригодени да носят живи организми, основно за научно експериментиране.
- Комуникационни спътници – използват се за комуникации и за предаване на данни. Повечето комуникационни спътници се намират на геостационарна орбита и са обикновени ретранслатори на радиосигнали в микровълновия диапазон. Съществуват и по-сложни системи за двустранна връзка, както и нискоорбитални спътници за изграждане на телекомуникационни мрежи.
- Наблюдателни спътници – проектирани са да наблюдават Земята, подобно на разузнавателните спътници, но за невоенни цели. Тези спътници се използват за метеорологични наблюдения, наблюдения на околната среда, картография и др.
- Навигационни спътници – използват се за навигация, като излъчват радиосигнали и позволяват на потребителите, снабдени с необходимата апаратура за приемането им, да определят точното си местоположение.
- Разузнавателен спътник – тайни спътници, обикновено разработени от правителството и военните, използвани за военни и разузнавателни цели.
- Енергийни спътници – проектирани да събират слънчева енергия и да я преобразуват в микровълни, които да изпращат към Земята, за да се генерира електричество.
- Космически станции – обитаеми станции в орбита около Земята.
- Метеорологични спътници – използвани за метеорологични нужди и наблюдение на климата на Земята.
- Миниатюрни спътници – спътници с малки размери и маса. Биват няколко вида: миниспътници (500 – 200 kg), микроспътници (под 200 kg), наноспътници (под 10 kg), пикоспътници (с маса между 0,1 кг и 1 кг). Вижте също: CubeSat.

## Видове орбити
Съществуват няколко вида орбити около Земята, на които са разположени изкуствените спътници и които се категоризират според височината:
- Ниска околоземна орбита (англ. LEO: 200 – 1200 km над земната повърхност). На тази орбита е и МКС.
- Средна околоземна орбита (англ. ICO или MEO: 1200 – 35 286 km)
- Геосинхронна орбита (англ. GEO: 35 786 km над земната повърхност)
- Геостационарна орбита (англ. GSO: Геосинхронна орбита с инклинация 0)
- Високо елиптична орбита (англ. HEO: над 35 786 km)

Съществуват и други видове орбити:
- Орбита Мълния – силно елиптична орбита
- Слънчево-синхронизирана околоземна орбита
- Полярна орбита – орбита с инклинация 90, минаваща над полюсите
- Надсинхронна орбита – орбита малко над геосинхронната. Използва се за сателити, които трябва да се преместват бавно на запад
- Подсинхронна орбита – орбита малко под геосинхронната. Използва се за сателити, които трябва да се преместват бавно на изток

## Неактивни сателити – космически боклук
В околоземната орбита има огромно количество от така наречените „космически отпадъци“ – (space junk) това са основно отломки от различни космически апарати и сателити, които все още са в орбита и не са изгорели в горните слоеве на атмосферата. Често между отломките стават сбъсъци и това води до още повече нови отломки. Най-голяма заплаха са неуправляемите и излезли от употреба сателити. Американските ВВС следят тези неуправляеми сателити с цел избягване на сблъсъци с опериращите сателити или други космически кораби.
Разработени са различни експериментални проекти от НАСА, целящи улавянето на опасните отломки.
Понякога резервни ракетни двигатели се използват, за да поставят неопериращите сателити на места, на които няма да пречат и съответно да направят място за новите сателити.

## Позициониране на сателитите
Всички изкуствени спътници (сателити) в орбита периодично се позиционират чрез помощни ракетни двигатели. Ако това не бъде извършвано, орбиталната скорост на сателита постепенно ще започне да намалява до момент, в който частици на външната земна атмосфера ще ускорят процеса на забавяне и след определена граница сателитът ще започне да изгаря в горните слоеве. Позиционирането е важно и за избягването на сблъсъци с други сателити.

## Изкуствени спътници по страни
|         | Държава        | Спътник          | Ракета носител            | Изстрелян от                                                | Дата              |
| ------- | -------------- | ---------------- | ------------------------- | ----------------------------------------------------------- | ----------------- |
| 1950-те |                |                  |                           |                                                             |                   |
| 1.      | СССР           | Спутник-1        | Р-7 Семьорка              | Байконур, Казахстан                                         | 4 октомври 1957   |
| 2.      | САЩ            | Експлорър 1      | Jupiter-C                 | Кейп Канаверал, Флорида                                     | 31 януари 1958    |
| 1960-те |                |                  |                           |                                                             |                   |
| 3.      | Франция        | Астерикс         | Диамант                   | Хамагур, Алжир                                              | 26 ноември 1965   |
| 1970-те |                |                  |                           |                                                             |                   |
| 4.      | Япония         | Ошуми            | Ламбда                    | Космически център Танигашима, Кагошима                      | 11 февруари 1970  |
| 5.      | Китай          | Донг Фанг Хонг I | Голям Поход               | Център за изстрелване на спътници Жункан, Вътрешна Монголия | 24 април 1970     |
| 6.      | Великобритания | Просперо Екс-3   | Черна стрела              | Умера, Австралия                                            | 28 октомври 1971  |
| —       | Европа         | КАТ 1            | Ариана 1                  | Космически център Гвиана, Френска Гвиана                    | 24 декември 1979  |
| 1980-те |                |                  |                           |                                                             |                   |
| 7.      | Индия          | Роини 1          | Спътникова ракета носител | Космически център Сатиш Дауан, остров Шрихарикота           | 18 юли 1980       |
| 8       | Израел         | Офек 1           | Шавит                     | Военновъздушна база Палмачим,                               | 19 септември 1988 |
| 1990-те |                |                  |                           |                                                             |                   |
| —       | Русия          | Космос 2175      | Союз-У                    | Плесецк                                                     | 21 януари 1992    |
| —       | Украйна        | Стрела           | Циклон 3                  | Плесецк                                                     | 13 юли 1992       |
| 2000-те |                |                  |                           |                                                             |                   |
| 9       | Иран           | Омид             | Сафир-2                   | Семнан                                                      | 2 февруари 2009   |
| 2010-те |                |                  |                           |                                                             |                   |
| 10      | Северна Корея  | Кванмьонсон-3    | Унха                      | Тончхан-ри                                                  | 12 декември 2012  |
| 11      | Южна Корея     | STSAT-2C         | Наро 1                    | Космически център Наро                                      | 30 януари 2013    |

## Други
На спътниците е наречена улица в квартал „Христо Смирненски“ в София (Карта).